# CHYZ-FM
 (août 2021).
CHYZ-FM est, depuis 1997, la radio officielle de l’Université Laval de Québec. Elle diffuse à la fréquence 94,3 MHz sur la bande FM dans la région de Québec un choix musical et éditorial destiné non seulement à la population étudiante de l'Université mais aussi au public en général. Sa programmation met en valeur des courants musicaux qui, souvent, ne trouvent pas leur place dans le réseau des radios privées.

## Historique
Dans les années 1980, la responsabilité de la radio étudiante était laissée à l’initiative des élèves des différentes facultés de l’Université Laval (par exemple: Radio Laval, devenu CKRL-FM). Étant donné le peu de ressources et le manque de bénévoles, la qualité du produit en souffrait. C’est au tournant des années 1990 que l’idée de regrouper, en une seule entité, les nombreuses radios étudiantes facultaires s’est imposée. Ainsi fut créé le réseau Radio Campus Laval. En 1992, celui-ci diffusait par câble en circuit fermé dans huit pavillons de l’Université Laval puis éventuellement dans les résidences étudiantes.
En juin 1996, Radio Campus Laval obtient une licence du CRTC à la fréquence 94,3 MHz avec une puissance de 50 watts, c'est-à-dire sur le campus universitaire et ses environs immédiats. CHYZ-FM entre en ondes le 29 janvier 1997. La portée est augmentée à 239 watts en 1999. L'antenne est installée sur le toit de la tour de l’Éducation, l’endroit le plus haut du campus, et il est dès lors possible de capter CHYZ à la grandeur de l'ancienne ville de Québec (La Cité-Limoilou). Les responsables ont travaillé, en 2000, à un lien donnant l’accès à CHYZ 94,3 via Internet.
En 2003, le CRTC autorise CHYZ à augmenter sa puissance à 6 000 watts. En 2005, l'augmentation des cotisations étudiantes a permis l'installation de l'antenne de 6 000 watts qui, à son tour, a permis la diffusion dans un rayon de 65 kilomètres autour du campus. La région métropolitaine de Québec a alors pu syntoniser le 94,3 FM. En 2006 CHYZ 94,3 fut récipiendaire du prix Station de radio universitaire et collégiale de l’ADISQ.
Le 7 mars 2011, un feu s'étant déclaré dans les couloirs de l'Université Laval a forcé CHYZ 94,3 FM à se relocaliser pour près d'un mois. L'équipe a profité de l'occasion pour lancer la campagne "Ta radio est en feu", ce qui a permis à la station d'obtenir beaucoup de visibilité auprès de la population de Québec à travers les médias[réf. nécessaire].
En 2015, la radio fait une refonte de son image de marque en misant sur les divers aspects qui composent sa programmation. Le 10 février 2015, un événement[pas clair] lançait le nouveau site web et le nouveau logo.
CHYZ diffuse les matchs des Remparts, des Capitales de Québec et du Rouge et Or sur ses ondes,.

## Prix et distinctions
- 2006 Meilleure station de radio universitaire et collégiale - Gala de l'ADISQ.
- 2006 10 ans de projets emballants - Catégorie Expérience pratique - Gala de la Relève en Or.
- 2007 Meilleur site Web - Gala de la Relève en or.
- 2008 Meilleur site Web - Gala de la Relève en or.
- 2011 Prix Continuité - Gala de la vie étudiante de l'Université Laval